# Euphaedra fernanda
Euphaedra fernanda är en fjärilsart som beskrevs av Jacques Hecq 1981. Euphaedra fernanda ingår i släktet Euphaedra och familjen praktfjärilar. Inga underarter finns listade i Catalogue of Life.